# Acnephalum quadratum
Acnephalum quadratum là một loài ruồi trong họ Asilidae. Acnephalum quadratum được Wiedemann miêu tả năm 1828. Loài này phân bố ở vùng nhiệt đới châu Phi.